# 五里江农场
五里江农场，是中华人民共和国江苏省宿迁市泗洪县下辖的一个类似乡级单位。

## 行政区划
下辖以下地区：
五里江农场虚拟生活区。